# Ställdalen
Ställdalen est une localité de Suède dans la commune de Ljusnarsberg située dans le comté d'Örebro.
Sa population était de 474 habitants en 2019.